# Пожизненное лишение свободы в России
Пожизненное лишение свободы в России было введено в Уголовный кодекс РСФСР 1960 года Законом РФ от 17.12.1992 № 4123-I «О внесении изменения в статью 24 Уголовного кодекса РСФСР» для замены смертной казни в порядке помилования. Уголовным кодексом РФ 1996 года оно было включено в систему наказаний; в настоящее время оно назначается за особо тяжкие преступления, посягающие на жизнь, особо тяжкие преступления против половой неприкосновенности несовершеннолетних, общественной безопасности, здоровья населения и общественной нравственности, основ конституционного строя и безопасности государства.

## История
В дореволюционном праве (Уложение о наказаниях 1845 года и Уголовное уложение 1903 года) пожизненное лишение свободы существовало в виде бессрочной каторги и ссылки на поселение без срока; данные наказания применялись в исключительных случаях.
В законодательстве СССР данный вид наказания отсутствовал. Федеральный закон от 17 декабря 1992 г. включил в ст. 24 УК РСФСР 1960 года указание о том, что «при замене в порядке помилования смертной казни лишением свободы оно может быть назначено пожизненно (ч. 1)». При этом пожизненное лишение свободы не включалось в систему наказаний и не могло назначаться судами.
В УК РФ 1996 года пожизненное лишение свободы было предусмотрено как самостоятельный вид наказания. Первоначально оно выступало лишь как альтернатива смертной казни за совершение особо тяжких преступлений, посягающих на жизнь, и назначалось в случаях, когда суд считал возможным не применять смертную казнь (ст. 57 УК РФ).
В 2004 году в ст. 57 УК РФ были внесены изменения. Пожизненное лишение свободы больше не рассматривалось как альтернатива смертной казни. Была введена возможность устанавливать данное наказание за совершение особо тяжких преступлений против общественной безопасности (прежде всего террористического акта). Федеральными законами от 29 февраля и 1 марта 2012 года пожизненное лишение свободы было установлено также за некоторые преступления против половой неприкосновенности несовершеннолетних и за преступления, связанные с незаконным оборотом наркотических средств и психотропных веществ.

## Пожизненное лишение свободы в действующем российском законодательстве
Вопросы назначения и исполнения пожизненного лишения свободы регулируются уголовным и уголовно-исполнительным правом России.

### Назначение пожизненного лишения свободы
Пожизненное лишение свободы устанавливается за совершение особо тяжких преступлений, посягающих на жизнь, а также за совершение особо тяжких преступлений против здоровья населения и общественной нравственности, общественной безопасности, основ конституционного строя и безопасности государства, половой неприкосновенности несовершеннолетних (ч. 1 ст. 57 УК РФ).
Пожизненное лишение свободы не может быть назначено женщинам, а также лицам, совершившим преступления в возрасте до 18 лет, и мужчинам, достигшим к моменту вынесения судом приговора 65-летнего возраста (ч. 2 ст. 57 УК РФ). Пожизненное лишение свободы не применяется при заключении досудебного соглашения о сотрудничестве (ч. 4 ст. 62 УК РФ) и при вердикте присяжных заседателей о снисхождении (ч. 1 ст. 65 УК РФ). Оно не назначается за неоконченное преступление.
Вопрос о применении сроков давности к лицу, совершившему преступление, наказуемое пожизненным лишением свободы, решается судом. Если суд не сочтёт возможным освободить указанное лицо от уголовной ответственности в связи с истечением сроков давности, то пожизненное лишение свободы не применяется.
К лицам, совершившим преступления, предусмотренные статьями 205, 205.1, 205.3, 205.4, 205.5, частью четвертой статьи 206, частью четвертой статьи 211, 361 УК РФ, а равно совершившим сопряженные с осуществлением террористической деятельности преступления, предусмотренные статьей 277 УК РФ после 5 мая 2014 года, а также статьей 357 УК РФ сроки давности не применяются и они могут быть приговорены к пожизненному лишению свободы в любое время после совершения преступления.
| статья УК РФ           | состав преступления | альтернативные наказания                        |
| ---------------------- | --- | ----------------------------------------------- |
| ч. 2 ст. 105 УК РФ     | убийство с отягчающими обстоятельствами | от 8 до 20 лет лишения свободы; смертная казнь  |
| ч. 5 ст. 131 УК РФ     | изнасилование несовершеннолетней, совершённое лицом, имеющим судимость за ранее совершённое преступление против половой неприкосновенности несовершеннолетнего, или совершённое в отношении двух или более несовершеннолетних, или сопряжённое с совершением другого тяжкого или особо тяжкого преступления против личности | от 15 до 20 лет лишения свободы                 |
| ч. 5 ст. 132 УК РФ     | насильственные действия сексуального характера в отношении несовершеннолетнего (несовершеннолетней), совершённые лицом, имеющим судимость за ранее совершённое преступление против половой неприкосновенности несовершеннолетнего, или совершённые в отношении двух или более несовершеннолетних, или сопряжённые с совершением другого тяжкого или особо тяжкого преступления против личности | от 15 до 20 лет лишения свободы                 |
| ч. 6 ст. 134 УК РФ     | половое сношение и иные действия сексуального характера с лицом, достигшим двенадцатилетнего возраста, но не достигшим четырнадцатилетнего возраста, совершённые лицом, имеющим судимость за ранее совершённое преступление против половой неприкосновенности несовершеннолетнего | от 15 до 20 лет лишения свободы                 |
| ч. 3 ст. 205 УК РФ     | террористический акт, повлёкший причинение смерти человеку или сопряжённый с посягательством на объекты использования атомной энергии, потенциально опасные биологические объекты либо с использованием ядерных материалов, радиоактивных веществ или источников радиоактивного излучения либо ядовитых, отравляющих, токсичных, опасных химических веществ или патогенных биологических агентов | от 15 до 20 лет лишения свободы                 |
| ч. 1.1 ст. 205.1 УК РФ | склонение, вербовка или иное вовлечение лица в совершение хотя бы одного из преступлений, предусмотренных ст. 205, ст. 205.3, ст. 205.4, ст. 205.5, ч. 3 и 4 ст. 206, ч. 4 ст. 211 УК РФ, вооружение или подготовка лица в целях совершения хотя бы одного из указанных преступлений, а равно финансирование терроризма | от 8 до 15 лет лишения свободы                  |
| ч. 2 ст. 205.1 УК РФ   | склонение, вербовка или иное вовлечение лица в совершение хотя бы одного из преступлений, предусмотренных ст. 205, ст. 205.2, ст. 205.3, ст. 205.4, ст. 205.5, ст. 206, ст. 208, ст. 211, ст. 220, ст. 221, ст. 277, ст. 278, ст. 279, ст. 360 УК РФ, вооружение или подготовка лица в целях совершения хотя бы одного из указанных преступлений, а равно финансирование терроризма, совершённые лицом с использованием своего служебного положения | от 12 до 20 лет лишения свободы                 |
| ч. 4 ст. 205.1 УК РФ   | организация совершения хотя бы одного из преступлений, предусмотренных ст. 205, ст. 205.3, ч. 3 и 4 ст. 206, ч. 4 ст. 211 УК РФ, или руководство его совершением, а равно организация финансирования терроризма | от 15 до 20 лет лишения свободы                 |
| ст. 205.3 УК РФ        | прохождение обучения в целях осуществления террористической деятельности | от 15 до 20 лет лишения свободы                 |
| ч. 1 ст. 205.4 УК РФ   | организация террористического сообщества | от 15 до 20 лет лишения свободы                 |
| ч. 1 ст. 205.5 УК РФ   | организация деятельности террористической организации | от 15 до 20 лет лишения свободы                 |
| ч. 4 ст. 206 УК РФ     | захват заложника, повлёкший умышленное причинение смерти человеку | от 15 до 20 лет лишения свободы                 |
| ч. 4 ст. 210 УК РФ     | действия, связанные с созданием, руководством и организацией деятельности преступных сообществ (преступных организаций), совершённые лицом, занимающим высшее положение в преступной иерархии | от 15 до 20 лет лишения свободы                 |
| ч. 4 ст. 211 УК РФ     | угон судна воздушного или водного транспорта либо железнодорожного подвижного состава, сопряжённый с совершением террористического акта либо иным осуществлением террористической деятельности | от 15 до 20 лет лишения свободы                 |
| ч. 5 ст. 228.1 УК РФ   | незаконные производство, сбыт или пересылка наркотических средств, психотропных веществ или их аналогов, а также незаконные сбыт или пересылка растений, содержащих наркотические средства или психотропные вещества, либо их частей, содержащих наркотические средства или психотропные вещества, совершённые в особо крупном размере | от 15 до 20 лет лишения свободы                 |
| ч. 4 ст. 229.1 УК РФ   | контрабанда наркотических средств, психотропных веществ, их прекурсоров или аналогов, растений, содержащих наркотические средства, психотропные вещества или их прекурсоры, либо их частей, содержащих наркотические средства, психотропные вещества или их прекурсоры, инструментов или оборудования, находящихся под специальным контролем и используемых для изготовления наркотических средств или психотропных веществ, совершённая организованной группой, или в особо крупном размере, или с применением насилия к лицу, осуществляющему таможенный или пограничный контроль | от 15 до 20 лет лишения свободы                 |
| ст. 275 УК РФ          | государственная измена | от 12 до 20 лет лишения свободы                 |
| ст. 277 УК РФ          | посягательство на жизнь государственного или общественного деятеля | от 12 до 20 лет лишения свободы; смертная казнь |
| ч. 3 ст. 279 УК РФ     | вооружённый мятеж, повлёкший причинение смерти человеку или иные тяжкие последствия | от 15 до 20 лет лишения свободы                 |
| ч. 3 ст. 281 УК РФ     | диверсия, повлёкшая причинение смерти человеку или сопряжённая с посягательством на объекты использования атомной энергии, потенциально опасные биологические объекты либо с использованием ядерных материалов, радиоактивных веществ или источников радиоактивного излучения либо ядовитых, отравляющих, токсичных, опасных химических веществ или патогенных биологических агентов | от 15 до 20 лет лишения свободы                 |
| ч. 1 ст. 281.1 УК РФ   | склонение, вербовка или иное вовлечение лица в совершение диверсии, вооружение или подготовка лица в целях совершения диверсии, а равно финансирование диверсии | от 8 до 15 лет лишения свободы                  |
| ч. 2 ст. 281.1 УК РФ   | склонение, вербовка или иное вовлечение лица в совершение диверсии, вооружение или подготовка лица в целях совершения диверсии, а равно финансирование диверсии, совершённые лицом с использованием своего служебного положения | от 10 до 20 лет лишения свободы                 |
| ч. 4 ст. 281.1 УК РФ   | организация совершения диверсии или руководство её совершением, а равно организация финансирования диверсии | от 15 до 20 лет лишения свободы                 |
| ст. 281.2 УК РФ        | прохождение обучения в целях осуществления диверсионной деятельности | от 15 до 20 лет лишения свободы                 |
| ч. 1 ст. 281.3 УК РФ   | организация диверсионного сообщества | от 15 до 20 лет лишения свободы                 |
| ст. 295 УК РФ          | посягательство на жизнь лица, осуществляющего правосудие или предварительное расследование | от 12 до 20 лет лишения свободы; смертная казнь |
| ст. 317 УК РФ          | посягательство на жизнь сотрудника правоохранительного органа | от 12 до 20 лет лишения свободы; смертная казнь |
| ст. 357 УК РФ          | геноцид | от 12 до 20 лет лишения свободы; смертная казнь |
| ч. 1 ст. 361 УК РФ     | акт международного терроризма | от 12 до 20 лет лишения свободы                 |
| ч. 2 ст. 361 УК РФ     | финансирование акта международного терроризма, склонение, вербовка или иное вовлечение лица в его совершение либо вооружение или подготовка лица в целях его совершения | от 10 до 20 лет лишения свободы                 |
| ч. 3 ст. 361 УК РФ     | акт международного терроризма, повлёкший причинение смерти человеку | от 15 до 20 лет лишения свободы                 |

### Исполнение пожизненного лишения свободы
Приговорённые к пожизненному лишению свободы отбывают наказание в колониях особого режима отдельно от других осуждённых. Организация работы колоний особого режима для осуждённых, отбывающих пожизненное лишение свободы, а также условия содержания таких лиц регулируются статьями 126 и 127 Уголовно-исполнительного кодекса России.
Осуждённые к пожизненному лишению свободы размещаются в камерах, как правило, не более чем по два человека. По просьбе осуждённых и в иных необходимых случаях по постановлению начальника исправительной колонии при возникновении угрозы личной безопасности осуждённых они могут содержаться в одиночных камерах. Труд указанных осуждённых организуется с учётом требований содержания осуждённых в камерах. Осуждённые имеют право на ежедневную прогулку продолжительностью полтора часа. При хорошем поведении осуждённого и наличии возможности время прогулки может быть увеличено до двух часов.
Первоначально осуждённые помещаются в строгие условия отбывания наказания. Если в течение 10 лет на осуждённого не налагаются взыскания за нарушение установленного порядка отбывания наказания, он переводится в обычные условия отбывания наказания. При отсутствии взысканий в следующие 10 лет осуждённый переводится в облегчённые условия.
Осуждённые к пожизненному лишению свободы не привлекаются к общему образованию (хотя им должны быть созданы условия для самообразования), профессиональную подготовку получают непосредственно на производстве.
В России осуждённые на пожизненное лишение свободы содержатся в девяти учреждениях:
- ФКУ ИК-1 ОУХД ГУФСИН России по Республике Мордовия (ЖХ-385/1) «Мордовская зона» на 1005 мест. Республика Мордовия, Зубово-Полянский район, пос. Сосновка.
- ФКУ ИК-2 ОУХД ГУФСИН России по Пермскому краю (ВК-240/2) «Белый лебедь» на 962 места. Пермский край, Соликамск, ул. Карналлитовая, 98.
- ФКУ ИК-5 УФСИН России по Вологодской области (ОЕ-256/5) «Вологодский пятак» на 505 мест. Вологодская область, Белозерский район, остров Огненный, пос. Новоозеро, п/о К. Либкнехта.
- ФКУ ИК-6 УФСИН России по Оренбургской области (ЮК-25/6) «Чёрный дельфин» на 1600 мест. Оренбургская область, г. Соль-Илецк, ул. Советская, 6.
- ФКУ ИК-6 ОУХД ГУФСИН России по Республике Мордовия (ЖХ-385/6) «Торбеевский централ». Республика Мордовия, Торбеевский район, пос. Торбеево.
- ФКУ ИК-18 УФСИН России по ЯНАО (ОГ-98/18) «Полярная сова» на 1014 мест. Ямало-Ненецкий автономный округ, г. Лабытнанги, пос. Харп.
- ФКУ ИК-6 УФСИН России по Хабаровскому краю «Снежинка» на 378 мест. Хабаровский край, Амурский район, пос. Эльбан.
- ФКУ «ИК № 2 УФСИН России по Забайкальскому краю». Забайкальский край, Карымский район, пос. Шара-Горохон
- ФКУ «Тюрьма ГУФСИН России по Красноярскому краю» Красноярский край, г. Минусинск, ул. Горького, д. 114[4].

Ранее (до закрытия в 2019 году) осужденные также содержались в  ФКУ ИК-56 ОУХД ГУФСИН России по Свердловской области (УЩ-349/56) «Чёрный беркут» на 200 мест, которая располагалась в Свердловской области, Ивдельский городской округ, пос. Лозьвинский

### Приговорённые к пожизненному лишению свободы в Российской Федерации
| Год  | Число осуждённых |
| ---- | ---------------- |
| 1997 | 16               |
| 1998 | 55               |
| 1999 | 75               |
| 2000 | 98               |
| 2001 | 124              |
| 2002 | 96               |
| 2003 | 93               |
| 2004 | 89               |
| 2005 | 64               |
| 2006 | 45               |
| 2007 | 68               |
| 2008 | 64               |
| 2009 | 65               |
| 2010 | 74               |
| 2011 | 117              |

По статистике Судебного департамента при Верховном суде РФ, в 1997—2014 годах к пожизненному заключению были приговорены 1286 человек.
На 1 ноября 2022 года в 8 исправительных колониях для осуждённых к пожизненному лишению свободы и лиц, которым смертная казнь в порядке помилования заменена лишением свободы, отбывало наказание 1942 чел.

#### УДО для осуждённых к пожизненному заключению
Лицо, отбывающее пожизненное лишение свободы, может быть освобождено условно-досрочно, если судом будет признано, что оно не нуждается в дальнейшем отбывании этого наказания и фактически отбыло не менее 25 лет лишения свободы. Условно-досрочное освобождение от дальнейшего отбывания пожизненного лишения свободы применяется только при отсутствии у осуждённого злостных нарушений установленного порядка отбывания наказания в течение предшествующих 3 лет. 
Лицо, совершившее в период отбывания пожизненного лишения свободы новое тяжкое или особо тяжкое преступление, либо осуждённое к пожизненному лишению свободы за терроризм, условно-досрочному освобождению не подлежит. 
Применение данного основания освобождения от наказания рассматривается теоретиками и практиками как исключение из общего правила. В случае отказа в освобождении повторное прошение может быть подано не ранее, чем через 3 года. Срок исчисляется с момента вступления приговора в законную силу; при этом в него чаще всего включается время, в течение которого к осуждённому применялась мера пресечения в виде заключения под стражу. Однако фактически ещё ни один осуждённый к пожизненному лишению свободы не был освобождён в порядке УДО.
По данным ФСИН, самый большой срок (с мая 1984 года) отбыл в колонии номер 2 ГУФСИН по Пермскому краю («Белый лебедь») осуждённый за бандитизм и подделку документов. Он был приговорён к высшей мере наказания, но в 1993 году помилован президентом и отправлен на пожизненное заключение. В 2009 году именно он в новейшей истории России впервые получил право подать ходатайство на УДО, но Соликамский городской суд отклонил его ходатайство. Ряд осуждённых, отбывающих наказание с 1988 и 1989 годов, получил право подать ходатайство об УДО в 2013 и 2014 годах, но ни один из осуждённых к пожизненному лишению свободы не покинул стен колонии при жизни. По состоянию на сентябрь 2023 года, количество таких осуждённых, отсидевших 25 лет и получивших право подать ходатайство об УДО, достигло уже более 300 человек.
В феврале 2018 года СМИ сообщили об освобождении 63-летнего Анвара Масалимова, который 29 октября 1992 года был приговорён к смертной казни за убийство человека, совершенное в 1991 году. В 1998 году указом президента ему заменили смертную казнь на пожизненный срок. Своё наказание осуждённый отбывал в колонии «Вологодский пятак» в Вологодской области. Во время отбывания наказания Масалимов неоднократно обращался в суды различных инстанций по Вологодской области с просьбами о смягчении приговора. ФСИН подтвердила факт освобождения осуждённого, но опровергла тот факт, что Масалимов был освобождён условно-досрочно. Было сказано, что освобождение Масалимова стало следствием пересмотра приговора и послаблениями Уголовного Кодекса России — в 2008 году Белозерский районный суд Вологодской области переквалифицировал его дело со статьи 102 УК РСФСР (умышленное убийство при отягчающих обстоятельствах), которая предписывала наказание в виде смертной казни, на статью 103 УК РСФСР (умышленное убийство, совершенное без отягчающих обстоятельств), где наказание было до десяти лет лишения свободы. В 2012 году заключённого перевели в колонию особого режима «Полярная сова» в ямальском посёлке городского типа Харп. Также ФСИН уточнила, что Анвар Масалимов был освобождён ещё в 2016 году, и его освобождение не является единственным прецедентом такого рода. По словам начальника управления исполнения приговоров и специального учёта ФСИН генерал-майора Игоря Вединяпина, по состоянию на апрель 2018 года, за время существования исправительных колоний для осуждённых к пожизненному лишению свободы удалось выйти на свободу пятерым осуждённым, которым смертная казнь в порядке помилования в разные годы была заменена пожизненным лишением свободы. По словам Вединяпина, основанием для их освобождения послужили пересмотры приговоров после гуманизации уголовных наказаний, что не является условно-досрочным освобождением.
Каких-либо других деталей, кто эти освобожденные от пожизненного заключения лица и за что они были осуждены, Вединяпин не привёл.

#### Иные основания освобождения от наказания
Хотя Уголовный кодекс в ст. 78¹, 80² не предусматривает исключений в отношении возможности освобождения от наказания в связи с прохождением военной службы лиц, осуждённых к пожизненному лишению свободы, в том числе лиц, которым смертная казнь заменена в порядке помилования пожизненным лишением свободы, такие лица в соответствии с приказом Министерства обороны Российской Федерации, Министерства юстиции Российской Федерации, Министерства внутренних дел Российской Федерации от 27 марта 2024 г. № 187дсп/83дсп/140дсп не включаются исправительными учреждениями в перечни кандидатов для заключения контракта о прохождении военной службы, с которыми военными комиссариатами ведётся информационно-разъяснительная работа. Законодательство не запрещает личное обращение подобных лиц в военные комиссариаты по вопросу поступления на военную службу по контракту, однако у Минобороны РФ отсутствует обязанность заключения контракта в связи с такими обращениями. Решение о приёме на военную службу принимается комиссией на основании результатов социально-психологического изучения и медицинского освидетельствования обратившегося лица. Фактически военные комиссариаты отказывают осуждённым к пожизненному лишению свободы, ссылаясь на то, что они не включены в упомянутые выше перечни кандидатов.